# Philipp Franz Kremer
Philipp Franz Kremer (* 3. November 1765 in Würzburg; † 3. September 1854 in Augsburg) war ein bayerischer Jurist, Abgeordneter und Kaufmann.

## Leben
Kremer wurde als Sohn von Felix Kremer, Gastwirt „Zum weißen Schwan“, Gutsbesitzer und Weinhändler in Würzburg, und dessen Ehefrau Gertrud, geborene Riautz, geboren. Nach dem Besuch der Würzburger Lateinschule wechselte er an das Erziehungshaus (Convict) Schillingsfürst. Anschließend studierte er Poesie und Rhetorik, Physik und Mathematik sowie Rechtswissenschaften in Würzburg und Jena und promovierte zum Doktor der Philosophie. Nach dem Tod seines Vaters absolvierte er eine kaufmännische Ausbildung, unter anderem bei dem Handels- und Bankgeschäft Pilgram & Söhne in München sowie bei Firmen in Triest und Lyon.
1790 ließ sich Kremer in Augsburg nieder und eröffnete eine Materialhandlung. 1794 erwarb er das Philippine-Welser-Haus. Ab 1793 war er Assessor am Stadtgericht der Freien Reichsstadt Augsburg und als Deputierter für das „Rottwesen“ (Pack- und Fuhrwesen der Handelsstraßen) tätig.
Am 9. Februar 1806 reiste Kremer mit weiteren Augsburger Honoratioren nach München, um dem König „die höchste Ehrerbietung der sämmtlichen Kaufmannschaft auszusprechen“. Nach der Übergabe Augsburgs durch den französischen Stadtkommandanten an die bayerische Übergabekommission am 4. März 1806 gehörte er dem „Königlich Baierischen Wechselgericht“ an, wurde zum Munizipalrat gewählt und in dieser Funktion 1816 bestätigt. Die Augsburger Kaufmannschaft wählte ihn außerdem zum Assessor des Handelsgremiums und zum „Stubenmeister“ zum Handlungsvorstand.
Im Augsburger Bürger-Militär diente Kremer zunächst als 1. Major des Stabes. 1811 wurde er durch König Maximilian Joseph von Bayern zum „Obristlieutnant“ der National-Garde III. Klasse ernannt.
Von 1818 bis 1836 (mit Wiederwahlen 1824 und 1830) amtierte er als zweiter „bürgerlicher“ Bürgermeister von Augsburg. Er gehörte dem exklusiven Gesellschaftsverein „Harmonie“ an, der 1808 „zur Beförderung des geselligen Umgangs zwischen gebildeten Männern aus allen Ständen“ gegründet worden war. 1818 wurde er in die Leitung des „Polytechnischen Vereins“ für Augsburg gewählt.
1819 wandte sich der Augsburger Magistrat unter Führung Kremers gegen die Politik des ersten Bürgermeisters Johann Nepomuk von Caspar und verhinderte 1821 dessen Wiederwahl. 1822 überreichte der Regierungsrat und Stadtkommissär Wirschinger Kremer im Namen des Königs die Goldene Civilverdienstmedaille. 1824 organisierte er den Besuch von König Maximilian Joseph von Bayern in Augsburg und war als zweiter Bürgermeister – zusammen mit seiner Gattin als Ehrendame – Gast der königlichen Mittagstafel. Auch den Aufenthalt von König Ludwig I. in Augsburg im Jahr 1829 gestaltete er maßgeblich mit.
Von 1825 bis 1834 war Kremer Mitglied der Kammer der Abgeordneten im Bayerischen Landtag für den Oberdonaukreis. Bei den Landtagen von 1825, 1827, 1831 und 1834 brachte er unter anderem den Entwurf zu einem neuen Wechselprozess ein und stellte Anträge zum Handel mit ausländischen Staatspapieren, zur Einschränkung der Gewerbefreiheit, zu Jahrmarkt- und Hausierhandel sowie zur Reduzierung der Handelspatente an jüdische Unternehmen.
Nach einem Konkursverfahren übergab Kremer 1828 seine Firma für „Material-, Farb & Spezereiwaaren“ an seinen ältesten Sohn Matthias und beschränkte sich fortan auf Spekulations- und Platzgeschäfte.
Wie sein Sohn Anton Felix wurde auch Philipp Franz Kremer ein Opfer der Choleraepidemie, die in Augsburg über tausend Menschenleben forderte. Er wurde am 6. September 1854 auf dem katholischen Friedhof der Stadt Augsburg beigesetzt.

## Familie
Ab 1791 war Kremer mit Maria Josepha Ott aus Roßhaupten verheiratet, der Tochter eines kurfürstlichen Fischmeisters. Von 18 Kindern dieser Ehe überlebten (bis 1833) lediglich sechs:
- Matthias (* 1792), übernahm das Handelsgeschäft des Vaters
- Anton Felix (* 1795), wurde 1854 ein Opfer der Choleraepidemie in Augsburg
- Josephine (1822–1856), heiratete den Offizier Johann Illig
- Philipp Franz Alois (1823–1885), betrieb zusammen mit seinem Bruder Emil eine Handschuhfabrikation
- Emil (* um 1834/35), betrieb mit seinem Bruder Philipp eine Handschuhfabrikation
- Emanuel (* um 1840), 1860 verstorben als Student der Rechtswissenschaften